# جون رينغو
جون رينغو (بالإنجليزية: John Ringo) (و. 1963  م) هو روائي، وكاتب، وكاتب خيال علمي أمريكي، ولد في ميامي.